# Kindertjesbrug
De Kindertjesbrug (brug 420, ook wel Kinderbrug) is een vaste brug in Amsterdam-Zuid. Het is een rijksmonument.
De brug overspant het zuidelijke deel van de Boerenwetering en zorgt voor de verbinding tussen het Muzenplein en de Churchill-laan.. Het ontwerp van de brug was van Piet Kramer, die destijds veelvuldig samenwerkte met beeldhouwer Hildo Krop. De brug wordt dan ook omringd door granieten beeldhouwwerken van Krop. Aan de andere kant van het Muzenplein ligt de Hildo Kropbrug. De Kindertjesbrug is een van de vier bruggen die De Kom omringen.
De kinderen/tjes in de naam van de brug zijn niet te zien op de brug. De naamgevers staan op de noordelijke kade van het Muzenplein aan De Kom (tussen Kinderbrug en Hildo Kropbrug). Op de brug zelf zijn wel drie kinderen te zien. "De onbevangenheid der mensen tegenover het leven", "Meisje met eekhoorns" en "Jongen met konijnen" van Krop zijn te zien respectievelijk op een tien meter hoge pyloon en als twee dekstenen.

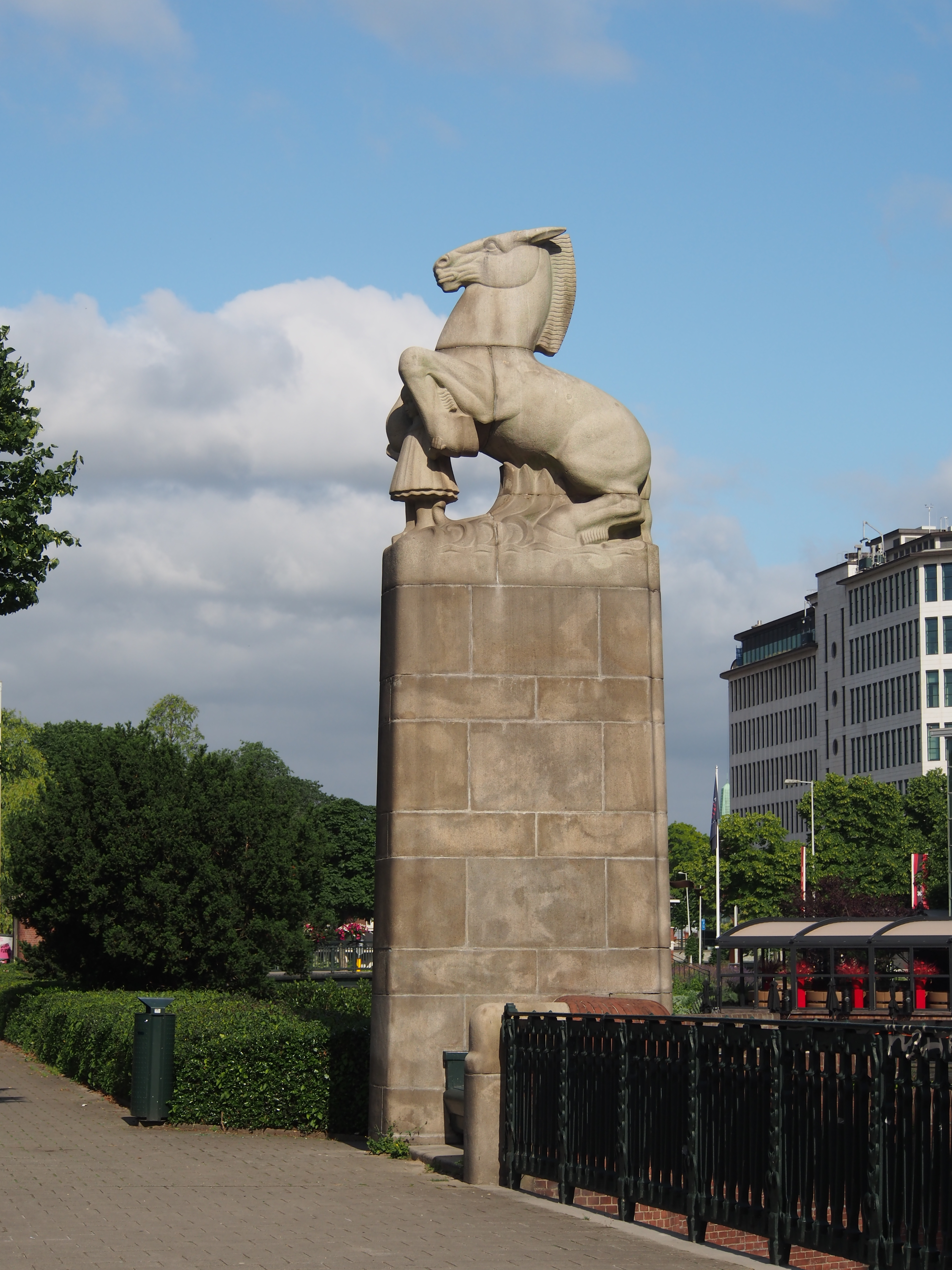
De onbevangenheid der mensen tegenover het leven
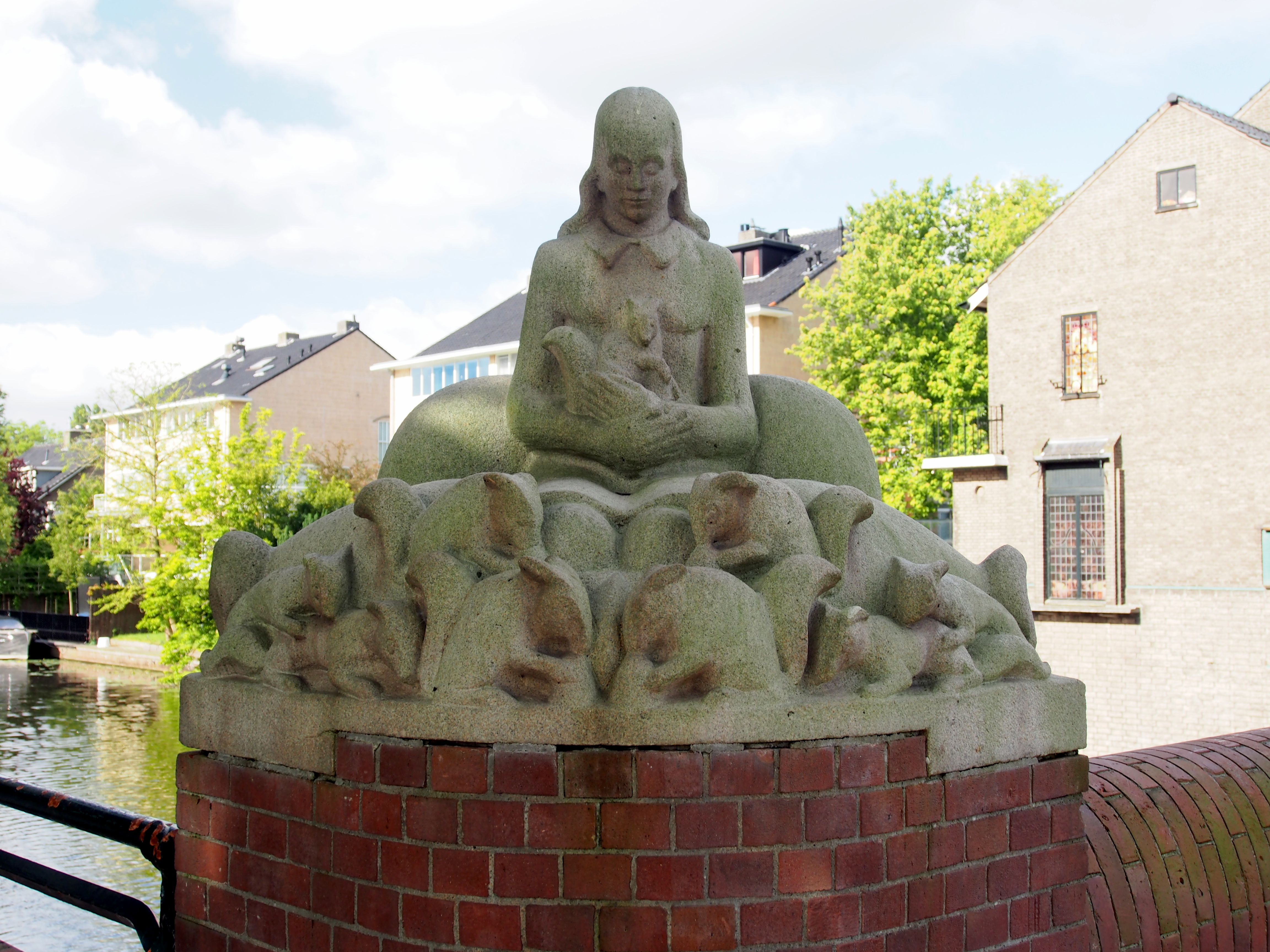
Meisje met eekhoorns
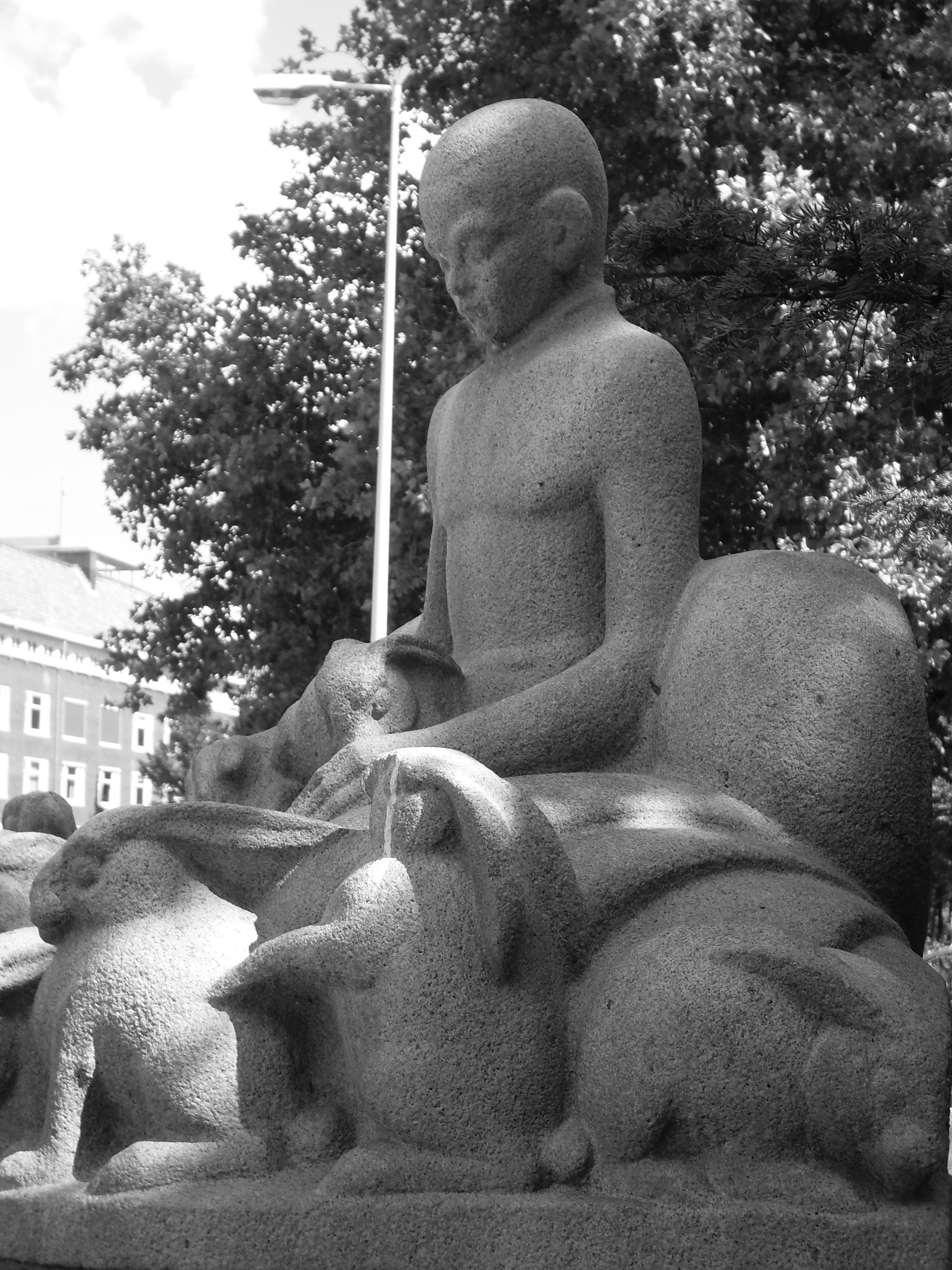
Jongen met konijnen
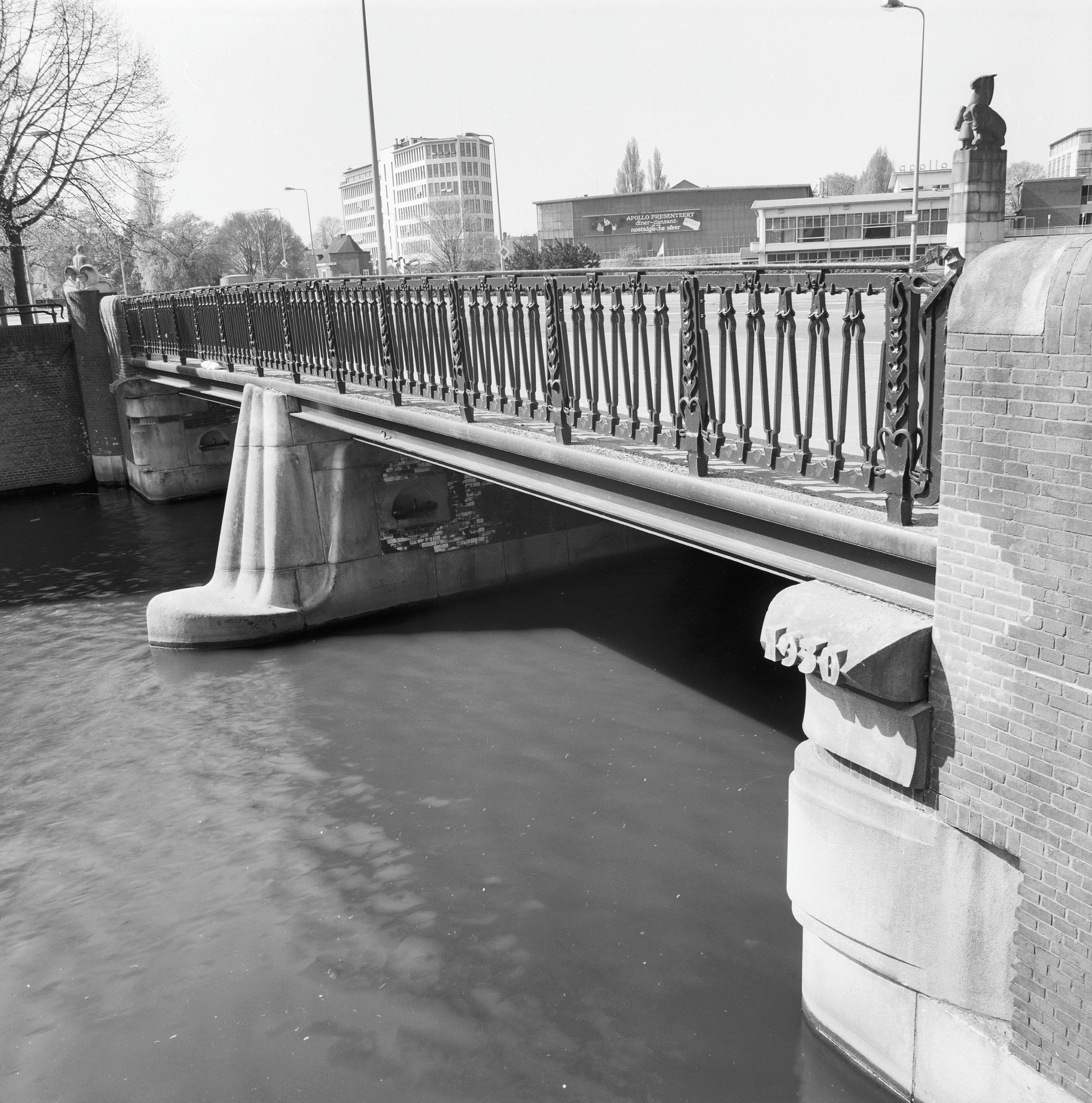
Brug in 1981 met jaartal
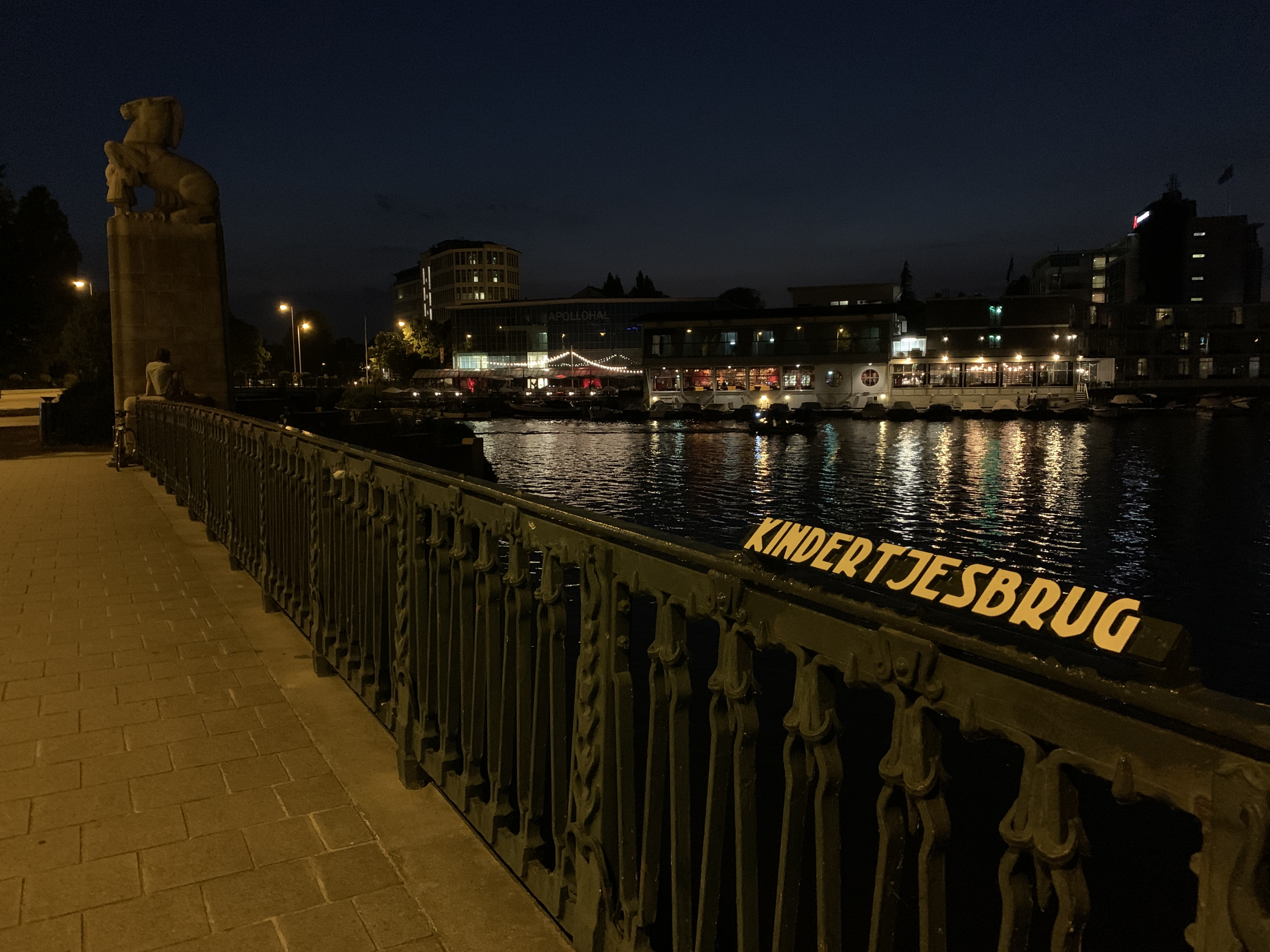
Gezien naar de Apollolaan. Augustus 2020

<<< · 400 · 401 · 402 · 403 · 404 · 405 · 406 · 407 · 408 · 409 · 410 · 411 · 413 · 414 · 415 · 416 · 417 · 418 · 419 · 420 · 421 · 422 · 423 · 424 · 425 · 427 · 429 · 430 · 431 · 432 · 433 · 434 · 435 · 436 · 437 · 438 · 439 · 440 · 441 · 442 · 443 · 444 · 445 · 446 · 447 · 448 · 449 · 450 · 451 · 452 · 453 · 454 · 455 · 456 · 457 · 458 · 459 · 460 · 461 · 462 · 463 · 464 · 465 · 466 · 469 · 470 · 471 · 472 · 473 · 474 · 475 · 476 · 478 · 479 · 480 · 482 · 483 · 485 · 486 · 487 · 488 · 489 · 490 · 491 · 492 · 493 · 494 · 495 · 496 · 497 · 499 · >>>
Brugnummers 412, 426, 428, 467, 468, 477, 481, 484 en 498 zijn niet (meer) vergeven.